# Светослав Суроња
Светослав Суроња (умро после 1000) је био хрватски краљ из династије Трпимировић. Владао је од 997. до 1000. године уз помоћ свог бана Варде. Јован Ђакон, млетачки хроничар, назвао га је "Суроња" (латински: Surigna), што значи "мрачан" или "хладан", могуће због његовог темперамента. 

## Биографија
Светослав је био најстарији син Стјепана Држислава. Имао је двојицу браће, Крешимира и Гојислава. Светослав је пре очеве смрти проглашен за савладара и наследника. Стјепан Држислав је хрватски престо оставио њему. Међутим, након Стјепанове смрти, Крешимир и Гојислав су почели да организују побуну против свога брата у намери да се домогну престола. Ступају у везе са бугарским царем Самуилом. Стјепан, њихов отац, је у устанку комитопула стао на страну византијског цара Василија. Византију су у овом рату подржавали и Светослав Суроња и Млетачка република. Светослав је наставио очеву политику. Самуило је 998. године напао Хрватску чиме је отпочео трогодишњи Хрватско-бугарски рат. Самуило заузима читаву Далмацију коју је од византијског цара добио Светославов отац. Пао је и Задар. Самуило је читаву територију поверио на управу Крешимиру и Гојиславу. Уз његову помоћ, браћа су збацила Светослава и преузела власт у Хрватској. 
Млетачки дужд Пјетро II Орсеоло искористио је промену на престолу и 1000. године је напао Хрватску заузимајући Сплит, Трогир и Биоград, као и острва Крк, Осор, Раб, Корчулу и Ластово. Задар је две године раније прихватио његову власт. Разлог је био тај што су Неретљани, српско племе у Паганији, заробили 40 Задрана чиме је отпочео краткотрајни рат између Паганије и Млетачке републике. Хрватски представници понудили су Пјетру мир док је овај 1000. године боравио у Задру. Пјетро није пристао на склапање мира. Трогир је такође дошао под власт Млечана. Тамо су се сусрели Пјетро и Светослав. Договорен је брак између Светославовог сина Стјепана и дуждеве ћерке Хикеле Орсеоло. Након пуча у Венецији, Светослав је побегао у Мађарску. Тамо је и умро. Година његове смрти није позната. 
Светославов потомак, Дмитар Звонимир, ће 1074. године постати хрватски краљ.

## Породично стабло
|  |                        |  |  |  |  |  |  |  |  |  |  |  |  |  |  |  |
|  | 16. Трпимир II         |  |  |  |  |  |  |  |  |  |  |  |  |  |  |  |
|  |                        |  |  |  |  |  |  |  |  |  |  |  |  |  |  |  |
|  |                        |  |  |  |  |  |  |  |  |  |  |  |  |  |  |  |
|  | 8. Крешимир I          |  |  |  |  |  |  |  |  |  |  |  |  |  |  |  |
|  |                        |  |  |  |  |  |  |  |  |  |  |  |  |  |  |  |
|  |                        |  |  |  |  |  |  |  |  |  |  |  |  |  |  |  |
|  | 4. Михаило Крешимир II |  |  |  |  |  |  |  |  |  |  |  |  |  |  |  |
|  |                        |  |  |  |  |  |  |  |  |  |  |  |  |  |  |  |
|  |                        |  |  |  |  |  |  |  |  |  |  |  |  |  |  |  |
|  | 2. Стјепан Држислав    |  |  |  |  |  |  |  |  |  |  |  |  |  |  |  |
|  |                        |  |  |  |  |  |  |  |  |  |  |  |  |  |  |  |
|  |                        |  |  |  |  |  |  |  |  |  |  |  |  |  |  |  |
|  | 5. Јелена Славна       |  |  |  |  |  |  |  |  |  |  |  |  |  |  |  |
|  |                        |  |  |  |  |  |  |  |  |  |  |  |  |  |  |  |
|  |                        |  |  |  |  |  |  |  |  |  |  |  |  |  |  |  |
|  | 1. Светослав Суроња    |  |  |  |  |  |  |  |  |  |  |  |  |  |  |  |
|  |                        |  |  |  |  |  |  |  |  |  |  |  |  |  |  |  |
|  |                        |  |  |  |  |  |  |  |  |  |  |  |  |  |  |  |